# Crassula lanuginosa
Crassula lanuginosa är en fetbladsväxtart som beskrevs av William Henry Harvey. Crassula lanuginosa ingår i släktet krassulor, och familjen fetbladsväxter. Utöver nominatformen finns också underarten C. l. pachystemon.

## Bildgalleri

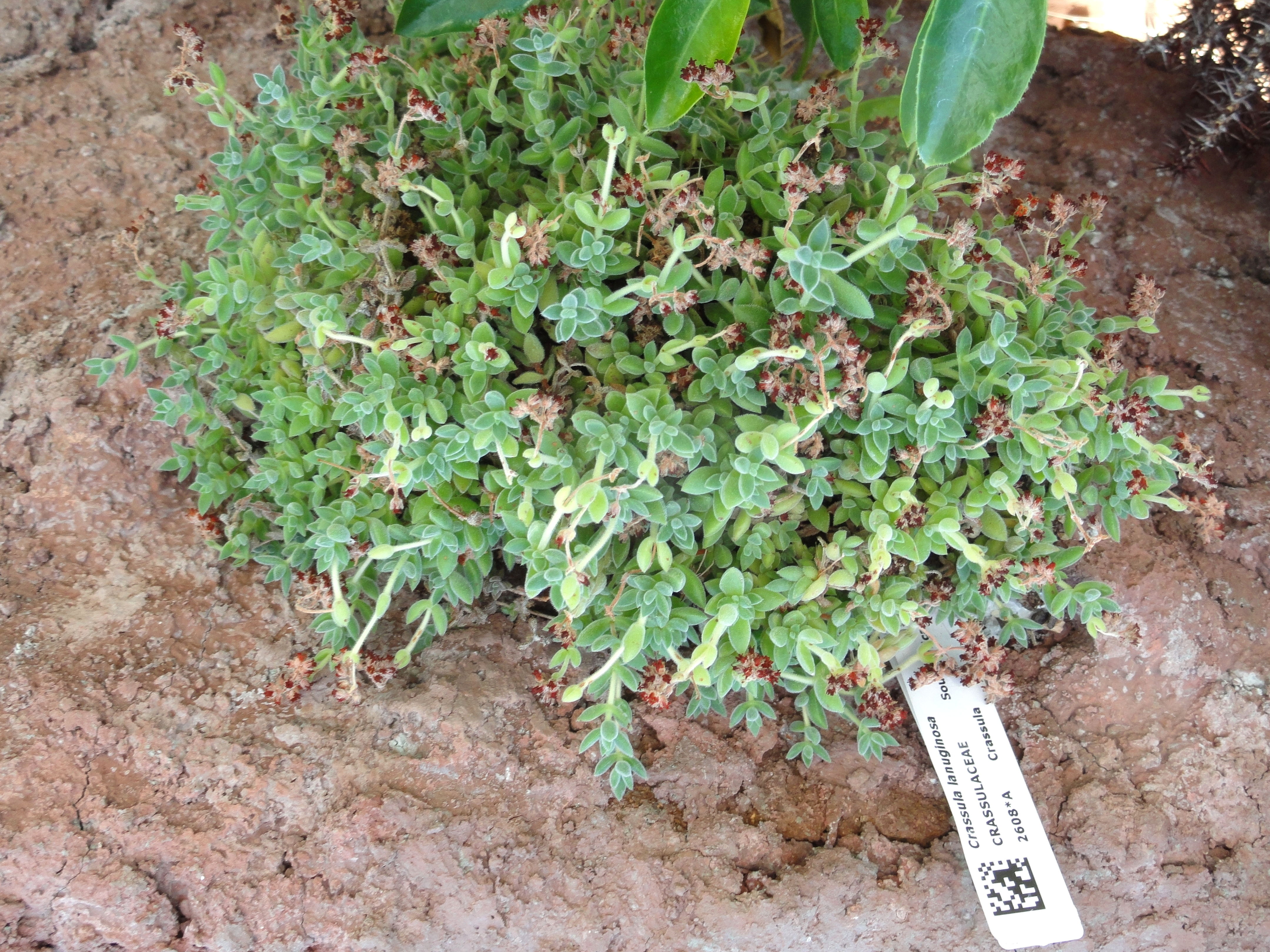
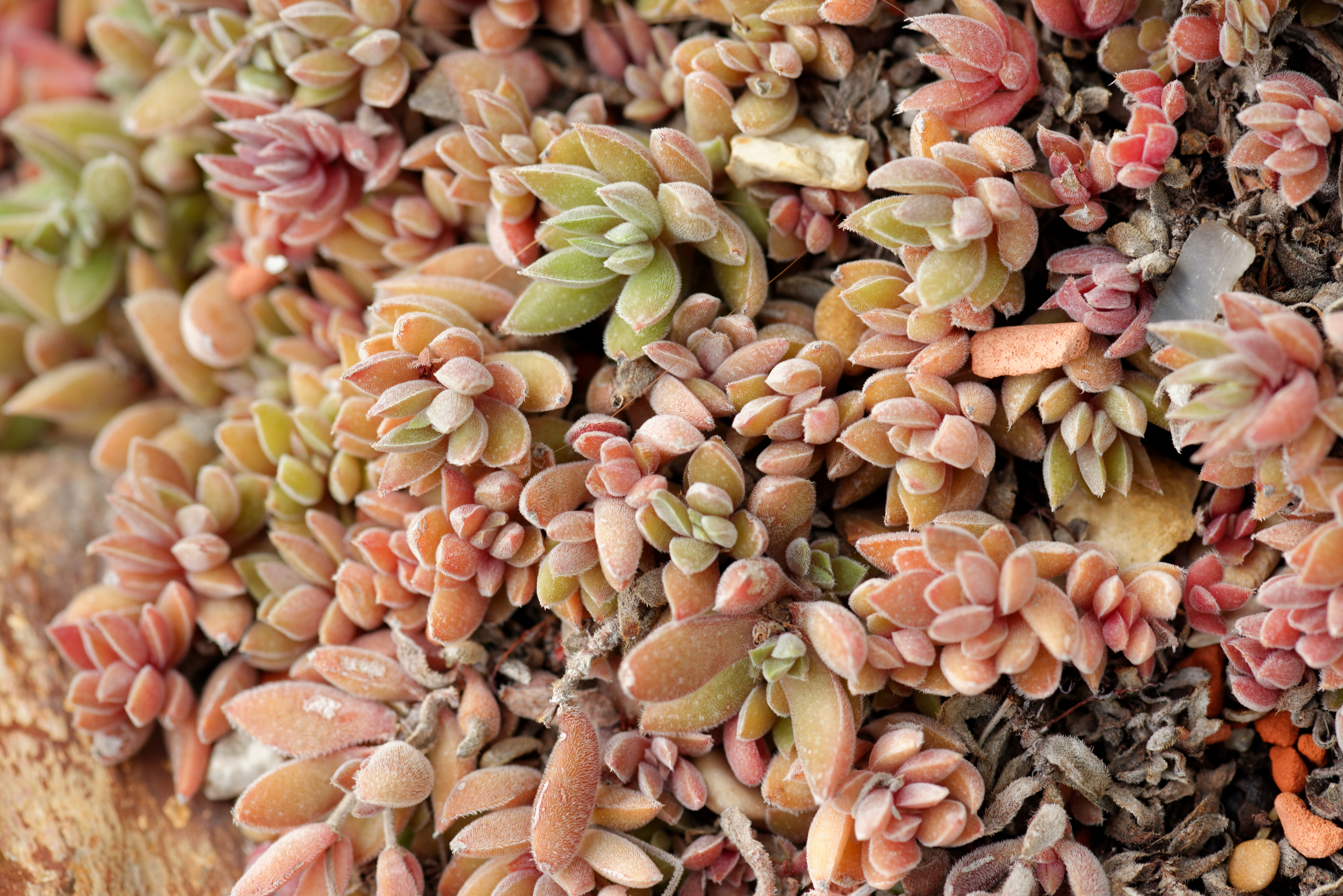